# Julie Bondeli
Julie Bondeli (Berna, 1º gennaio 1732 – Neuchâtel, 8 agosto 1778) è stata una scrittrice e socialite svizzera, animatrice di un noto salotto letterario.

## Biografia
Figlia di Friedrich, membro del Gran Consiglio, ebbe un'educazione atipica per una donna del tempo, seguendo le sue inclinazioni (lingue, matematica e filosofia), conformemente agli ideali dell'illuminismo. Oltre a conoscere le diverse letterature europee, si interessò di filosofia, estetica, scienze naturali ed economia.
Fece vivere lo spirito dell'illuminismo nel salotto che animava, frequentato da membri del patriziato cittadino progressisti, aristocratiche erudite, cittadini colti e uomini dotti stranieri.  Tra la fine del decennio 1750-60 e l'inizio di quello successivo, questo salotto divenne il centro della cerchia progressista bernese. Seguendo la tradizione dei salotti parigini, si conversava di cultura, si esercitavano i ragionamenti filosofici e si coltivava l'amicizia oltre i confini politici e di genere.
La Bondeli fu inoltre una delle più brillanti esponenti della cultura epistolare dell'epoca, mostrandosi valida interlocutrice e brillante autrice di recensioni e critiche letterarie in corrispondenza con Johann Georg Zimmermann, Sophie La Roche, Leonhard Usteri, Johann Kaspar Lavater, Christoph Martin Wieland e Jean-Jacques Rousseau.  Nel 1767, dopo la morte della madre, dovette cambiare casa e si trasferì a Neuchâtel, dove lavorò quale dama di compagnia. La salute cagionevole e lo spirito del tempo, assai ostile alle donne colte, la spinsero a un progressivo isolamento fino alla sua morte prematura.